# Zajin

Zajin

Zajin (זין) ist der siebte Buchstabe im Hebräischen Alphabet. Es gibt auch die Schreibweisen Zayin, die im angelsächsischen Bereich verbreiteter ist, Sajin oder Zayn. Der Buchstabe hat den Zahlenwert 7. Zajin wird im heutigen Iwrit als stimmhaftes S (wie in „Sonne“) gesprochen. Der griechische Buchstabe Zeta und damit auch das lateinische Z ist abgeleitet von diesem Buchstaben.
Das Wort Zajin bedeutet „Schwert“, was die ursprüngliche Bedeutung dieses Zeichens in der Bilderschrift war. Die Form des Buchstabens lässt immer noch ein Schwert erahnen.

## Beispiele
- זבוב (zwuw): Fliege
- זין (zajin): Schwert
- זיכרון (zikaron): Erinnerung, Gedächtnis, Speicher

## Zeichenkodierung
| Unicode Codepoint | U+05d6              |
| Unicode-Name      | HEBREW LETTER ZAYIN |
| HTML              | &#1494;             |
| ISO 8859-8        | 0xe6                |

## Besonderheiten, Referenz
Das Wort Zajin ist auch eine »vulgäre Form« für Penis.